# 毛克山脈

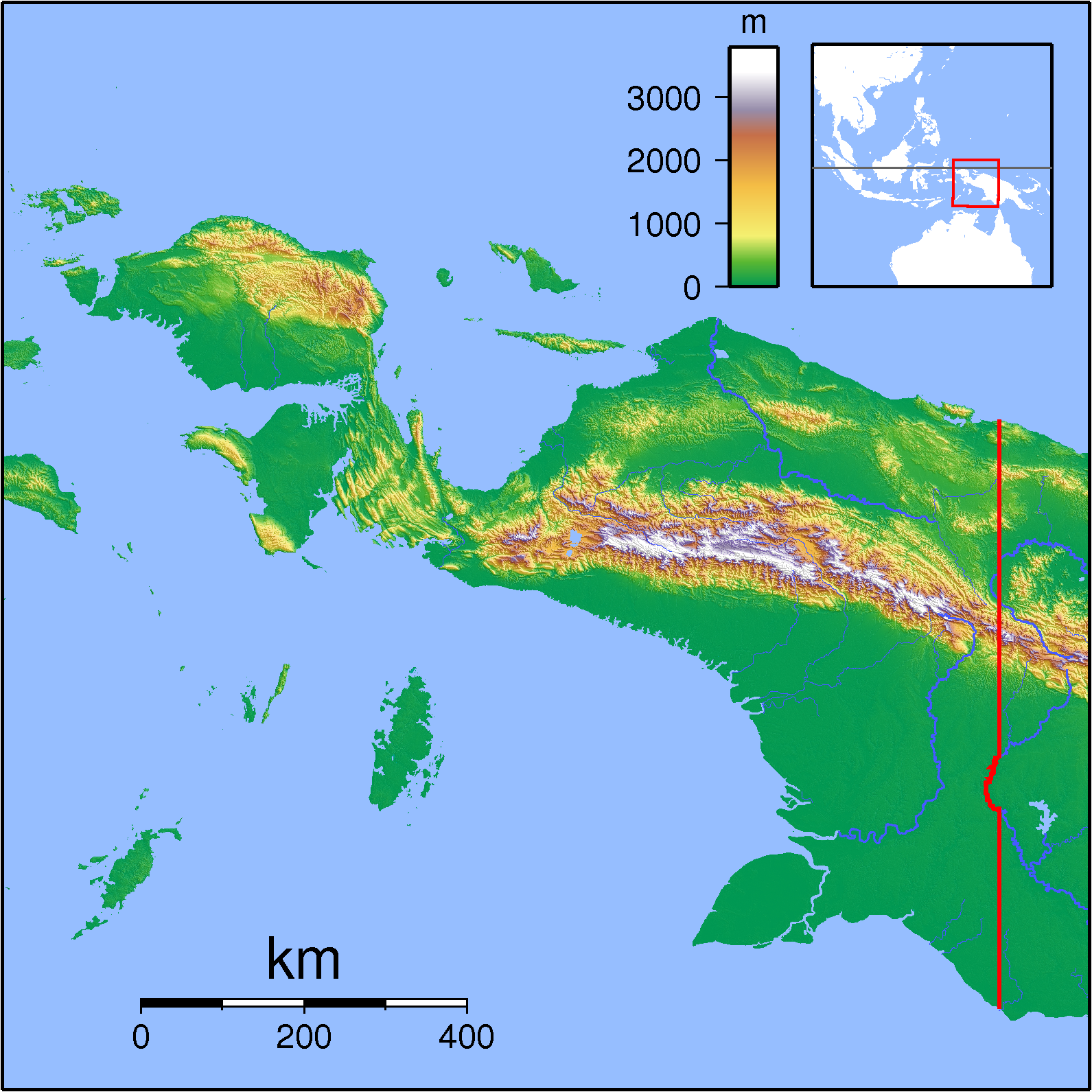

毛克山脈，有时又被叫做雪山山脉，是印度尼西亞的山脈，位於新畿內亞西部，由巴布亞省負責管轄，全長約692公里，最高點是海拔高度4,884米的查亞峰，山體由石灰岩組成。
毛克（Maoke）在当地语言中意为雪，但位于的威廉敏娜山的冰川已经在1939到1962间的某时消失了。